# Japanagromyza trientis
Japanagromyza trientis este o specie de muște din genul Japanagromyza, familia Agromyzidae, descrisă de Spencer în anul 1962.
Este endemică în Thailand. Conform Catalogue of Life specia Japanagromyza trientis nu are subspecii cunoscute.